# Rufus Oldenburger
Rufus Oldenburger (Grand Rapids, 6 de julho de 1908 – 1969) foi um matemático e engenheiro mecânico estadunidense.

## Education and career
Oldenburger obteve um doutorado na University of Chicago em 1934.
Foi palestrante convidado do Congresso Internacional de Matemáticos em Oslo (1936).
Em 1968 foi o primeiro recipiente da Medalha Rufus Oldenburger.

## Publicações selecionadas

### Artigos
- «On canonical binary trilinear forms». Bull. Amer. Math. Soc. 38: 385–387. 1932. MR 1562403. doi:10.1090/s0002-9904-1932-05398-8
- «Composition and rank of n-way matrices and multilinear forms». Annals of Mathematics: 622–653. 1934. doi:10.2307/1968754
- «Non-singular multi-linear forms and certain p-way matrix factorizations». Trans. Amer. Math. Soc. 39: 422–455. 1936. MR 1501856. doi:10.1090/s0002-9947-1936-1501856-7
- «On arithmetic invariants of binary cubic and binary trilinear forms». Bull. Amer. Math. Soc. 42: 871–873. 1936. MR 1563456. doi:10.1090/s0002-9904-1936-06453-0
- «Real canonical binary symmetric trilinear forms». Bull. Amer. Math. Soc. 43: 546–553. 1937. MR 1563584. doi:10.1090/s0002-9904-1937-06600-6
- «Rational equivalence of a form to a sum of pth powers». Trans. Amer. Math. Soc. 44: 219–249. 1938. MR 1501968. doi:10.1090/s0002-9947-1938-1501968-x
- «Exponent trajectories in symbolic dynamics». Trans. Amer. Math. Soc. 46: 453–466. 1939. MR 0000352. doi:10.1090/s0002-9947-1939-0000352-9 (See also: Kolakoski sequence.)
- «Decomposition of elements in abelian groups». Bull. Amer. Math. Soc. 45: 152–158. 1939. MR 1563930. doi:10.1090/s0002-9904-1939-06926-7
- «Complete reducibility of forms». Bull. Amer. Math. Soc. 46: 88–92. 1940. MR 0001196. doi:10.1090/s0002-9904-1940-07141-1
- with Arthur Porges: «The minimal numbers of binary forms». Bull. Amer. Math. Soc. 46: 694–697. 1940. MR 0002833. doi:10.1090/s0002-9904-1940-07282-9
- «Higher dimensional determinants». American Mathematical Monthly: 25–33. 1940. doi:10.2307/2304053
- «Recurrence of symbolic elements in dynamics». Bull. Amer. Math. Soc. 47: 294–297. 1941. MR 0004099. doi:10.1090/s0002-9904-1941-07443-4
- «The characteristic of a quadratic form for an arbitrary field». Trans. Amer. Math. Soc. 53: 454–462. 1943. MR 0008588. doi:10.1090/s0002-9947-1943-0008588-9
- «Expansions of quadratic forms». Bull. Amer. Math. Soc. 49: 136–141. 1943. MR 0007738. doi:10.1090/s0002-9904-1943-07876-7
- with C. C. Liu: «Signal stabilization of a control system». American Institute of Electrical Engineers, Part II: Applications and Industry, Transactions of the. 78 (2): 96–100. 1959. doi:10.1109/TAI.1959.6371545
- with Rangasami Sridhar: «Stability of a nonlinear feedback system in the presence of Gaussian noise». Journal of Fluids Engineering. 84 (1): 61–69. 1962. doi:10.1115/1.3657270
- with R. E. Goodson: «Simplification of hydraulic line dynamics by use of infinite products». Journal of Fluids Engineering. 86 (1): 1–8. 1964. doi:10.1115/1.3653102
- with Javeed S. Ansari: «Propagation of disturbance in fluid lines». Journal of Fluids Engineering. 89 (2): 415–422. 1967. doi:10.1115/1.3609622

### Livros
- Mathematical engineering analysis. [S.l.]: Macmillan. 1950[3] Dover reprint. [S.l.: s.n.] 1961
- as editor: Frequency response. [S.l.]: Macmillan. 1956
- Optimal control. [S.l.]: Holt, Rinehart and Winston. 1966
- as editor: Optimal and self-optimizing control. [S.l.]: M.I.T. Press. 1966
- with R. C. Boyer: Self-oscillations in sampled-data systems with saturation. Col: Industrial Engineering Bulletin, vol. 50, no. 5. Purdue University, Lafayette, Ind.: [s.n.] 1966. 92 páginas

## Patentes
- "Non-linear speed and load governor for alternators." U.S. Patent No. 2,908,826. 13 Oct. 1959.
- "Method and apparatus for controlling a condition." U.S. Patent No. 2,960,629. 15 Nov. 1960.
- with Forrest Drake George: "Method and apparatus for hydraulic control systems." U.S. Patent No. 2,931,342. 5 Apr. 1960.
- with F. D. George: "Hydraulic differentiation." U.S. Patent No. 2,992,650. 18 Jul. 1961.
- "Hydraulic governors." U.S. Patent No. 3,051,138. 28 Aug. 1962.
- "Automatic control system." U.S. Patent No. 3,163,813. 29 Dec. 1964.
- "Hydraulic governor mechanism having plural error detecting means." U.S. Patent No. 3,238,956. 8 Mar. 1966.